# Suctobelbella nitida
Suctobelbella nitida är en kvalsterart som beskrevs av Chinone 2003. Suctobelbella nitida ingår i släktet Suctobelbella och familjen Suctobelbidae. Inga underarter finns listade i Catalogue of Life.